# فرودگاه اسکای‌دایو اورگن
فرودگاه اسکای‌دایو اورگن (به انگلیسی: Skydive Oregon Airport) یک فرودگاه خصوصی است که یک باند فرود آسفالت دارد و طول باند آن ۸۸۳ متر است. این فرودگاه در کشور ایالات متحده آمریکا قرار دارد و در ارتفاع ۱۰۹ متری از سطح دریا واقع شده است.